# Мега Акула проти Крокозавра
«Мега Акула проти Крокозавра» (англ. Mega Shark vs Crocosaurus) — американський кінофільм режисера Крістофера Рей, що вийшов на екрани в 2010 році.

## Сюжет
Водна стихія застигла в очікуванні нової кровопролитної війни двох вражаючих своїми розмірами істот — неймовірно хижої акули Мегалодон, яка вже здобула перемогу над жахливим восьминогом, і Крокозавра, який підкорив африканський материк. Хто ж із них вистоїть, а хто впаде в смертельній боротьбі?

## У ролях
| Актор          | Роль |
| -------------- | ---- |
| Гарі Стретч    | -    |
| Джеліл Вайт    | -    |
| Сара Лівінг    | -    |
| Роберт Пікардо | -    |
| Джеральд Вебб  | -    |
| Ділан Вокс     | -    |
| Ганна Коулі    | -    |
| Стів Мейсон    | -    |
| Роберт Шафер   | -    |
| Нікола Ламбо   | -    |

## Знімальна група
- Режисер — Крістофер Рей
- Сценарист — Наомі Л. Селфман, Мічо Рутейр
- Продюсер — Девід Майкл Летт, Девід Рімаві, Пол Бейлс
- Композитор — Кріс Ріденауа